# Buchnera inflata
Buchnera inflata là loài thực vật có hoa thuộc họ Cỏ chổi. Loài này được (De Wild.) Skan mô tả khoa học đầu tiên năm 1906.